# Mombacher Rheinufer
Koordinaten: 50° 1′ 56″ N, 8° 12′ 15″ O
Das Naturschutzgebiet Mombacher Rheinufer liegt auf dem Gebiet der Stadt Mainz in Rheinland-Pfalz.

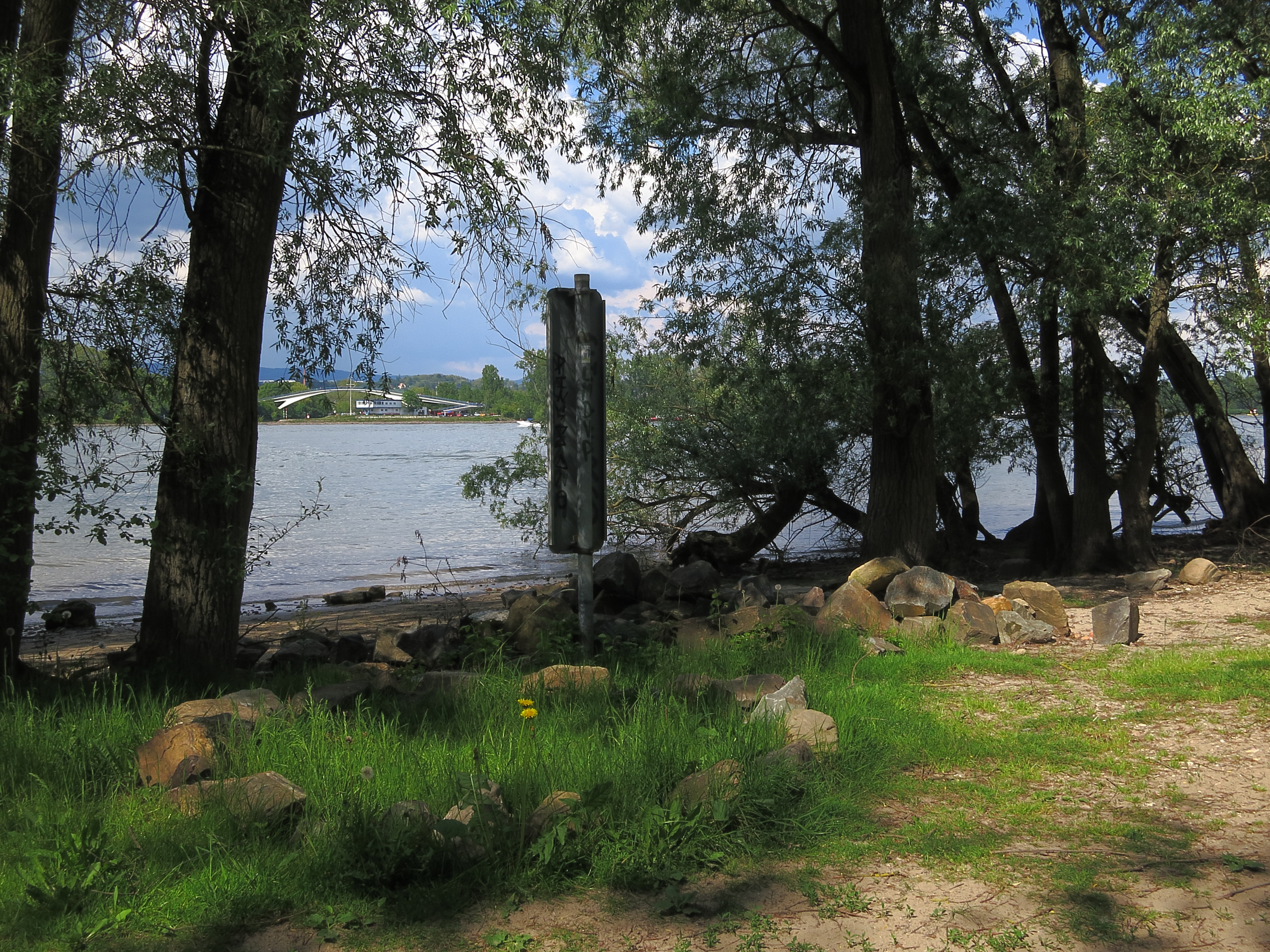
NSG Mombacher Rheinufer (Nähe Budenheim)

Das 64 ha große Naturschutzgebiet, das mit Verordnung vom 23. Juni 1995 unter Naturschutz gestellt wurde, liegt direkt am nördlich fließenden Rhein. Es besteht im westlichen Bereich aus einem nördlichen und einem südlichen Teilgebiet. Südwestlich liegt Budenheim, südöstlich Mainz-Mombach. Die A 643 durchschneidet das Gebiet im östlichen Bereich in Nord-Süd-Richtung.

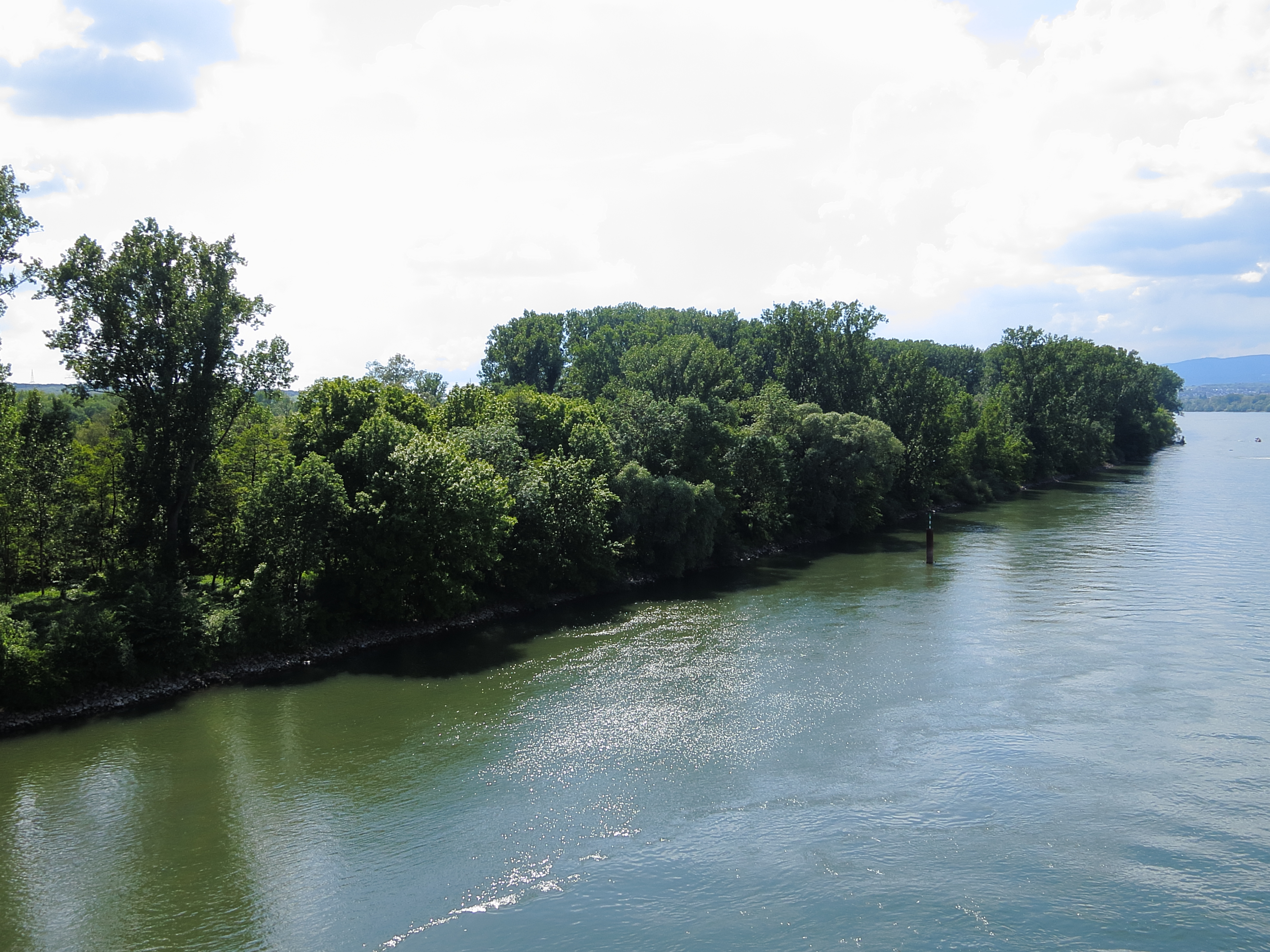
Blick von der Autobahnbrücke